# Tomáš Jun
Tomáš Jun est un footballeur international tchèque, né le 17 janvier 1983 à Prague.

## Biographie
Il a déjà joué dix fois pour l'équipe nationale tchèque, et a marqué deux buts. Il a aussi joué pour l'équipe des moins de 21 ans. Avant d'aller en Turquie en 2005, il jouait pour le AC Sparta Prague où il a joué son premier match en 2000 et a remporté la ligue tchèque en 2001 avec le Sparta.

## Sélection nationale
Entre 2004 et 2006, il totalise dix sélections.

## Palmarès

### En club
- Austria Vienne
  - Champion d'Autriche en 2013.